# Erik Edlund
Erik Edlund (ur. 1819, zm. 1888) – szwedzki fizyk i meteorolog, członek Królewskiej Szwedzkiej Akademii Nauk.

## Życiorys

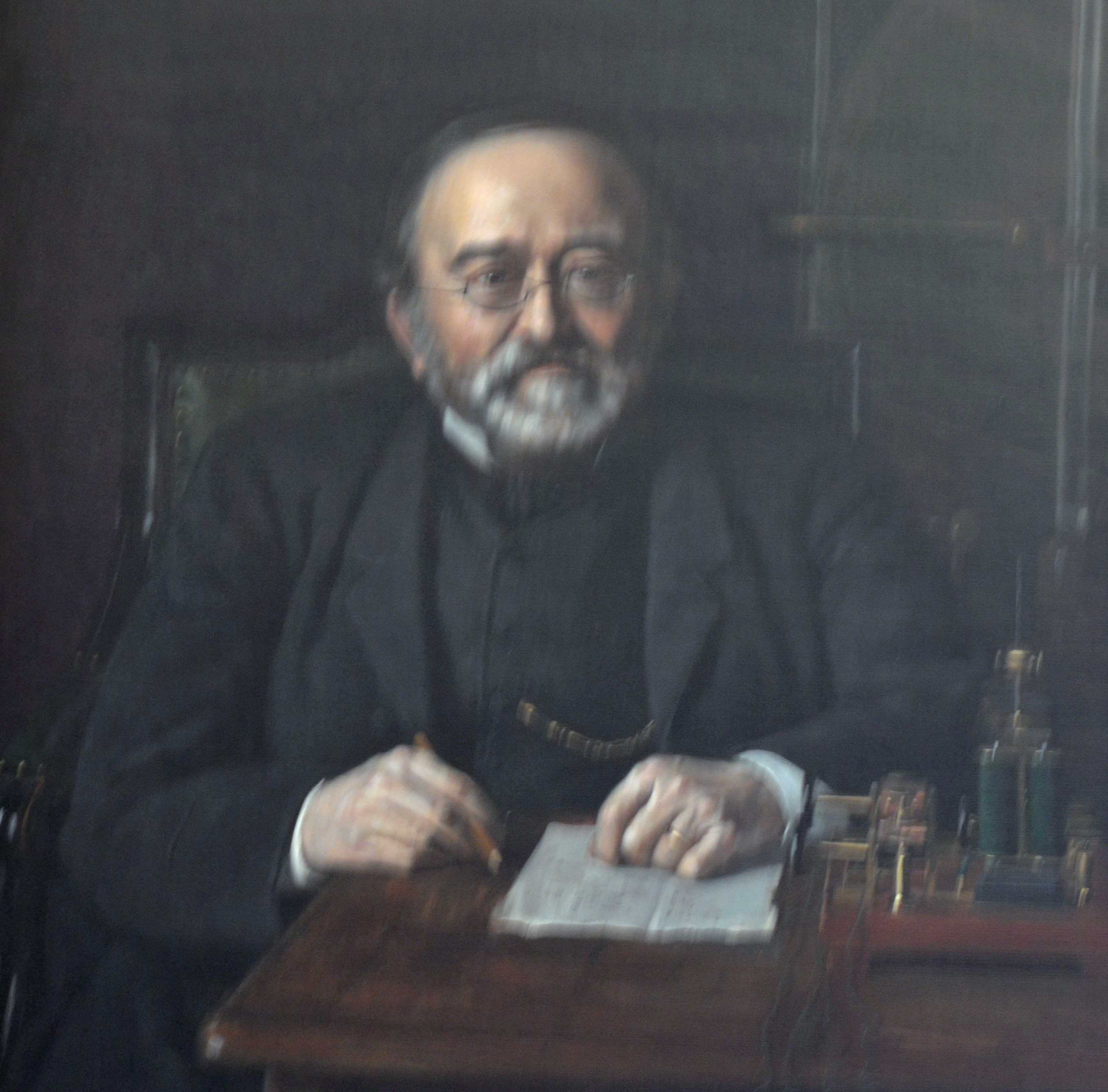
Fragment portretu Erika Edlunda w Królewskiej Szwedzkiej Akademii Nauk

Erik Edlund urodził się 14 marca 1819 roku w wiosce Froeswi (region Örebro). Jego rodzicami byli biedni chłopi. Do dyplomu uczył się od nauczyciela, który „nie poszedł dalej niż psalmy: o literach i rachunku nie było mowy”. Na szczęście w ręce młodego Eryka wpadła Geografia w pytaniach i odpowiedziach oraz Filozofia dla nieuczonych Christiana Bastholma. Ich lektura wzbudziła w nim taką chęć do nauki, że jego ojciec, po wielu wahaniach, wysłał go w 1831 do szkoły apologetów w Orebro. W 1832 młody Eryk cierpiał na poważną chorobę, w konsekwencji której doznał paraliżu lewej strony ciała i dożywotniego skrzywienia kręgosłupa. Po śmierci ojca Eryk był zmuszony zarabiać pieniądze kopiując papiery miejscowego sędziego oraz ucząc dzieci czytać i pisać. W końcu w 1834, w wieku 15 lat, dzięki darmowej edukacji w Szwecji, udało mu się dostać do szkoły powszechnej w Orebro. W 1837 dostał promocję do gimnazjum, a w 1839 zaczął studiować na uniwersytecie w Uppsali. W 1845 obronił dysertację pod Jönsem Svanbergiem. W 1846 został mianowany profesorem asystentem Działu Mechaniki. Rok później dostał stypendium zagraniczne. W Berlinie był słuchaczem wykładów Magnusa i Dove'a. Potem przez dwa lata był słuchaczem Wilhelma Webera w Lipsku, gdzie zaczął studia nad prądami indukcyjnymi. Potem odwiedził Szwajcarię, następnie wyjechał do Brukseli, gdzie poważna choroba przeszkodziła mu w wyjeździe do Paryża. Zanim w 1850 dorobił się dobrze płatnego stanowiska profesora fizyki na Królewskiej Szwedzkiej Akademii Nauk, Edlund pracował jako prywatny wykładowca. Później profesorska pensja Eryka pozwoliła mu w pełni zaangażować się w swoje eksperymenty. Przez następne lata Edlund był wielokrotnie nagradzany, za swoje osiągnięcia naukowe, różnymi dystynkcjami, tytułami i innymi nagrodami. W 1858 Edlund przedstawił propozycję rozpoczęcia obserwacji meteorologicznych w Szwecji. 2 lata później jego pomysł wprowadzono w życie, wskutek czego powstało 14 pasm obserwacji meteorologicznych i praca dyplomowa na temat znajomości szwedzkiego klimatu (opublikowana przez KSAN w 1875). Kolejne obserwacje znajdowały się pod jego kierunkiem aż do 1873 roku, kiedy to ich kontynuacją zajął się Centralny Instytut Meteorologiczny. W 1858 roku Edlund został członkiem Królewskiego Towarzystwa Naukowego w Uppsali, w tymże roku został również członkiem honorowym Królewskiej Szwedzkiej Akademii Rolnictwa i Leśnictwa w Sztokholmie, a w 1866 został członkiem Akademii Nauk w Getyndze, w 1870 członkiem korespondencyjnym Rosyjskiej Akademii Nauk w Petersburgu, a w 1882 członkiem Niemieckiej Akademii Nauk Leopoldina. Za fundusze Akademii Nauk opublikował w 14 tomach swoje obserwacje meteorologiczne. W 1871 roku Edlund został przewodniczącym Dyrektoratu Królewskiego Instytutu Technicznego w Sztokholmie. W wyborach do izby niższej parlamentu szwedzkiego (odpowiednik Sejmu) w 1872 roku Edlund został wybrany z mandatu miasta Sztokholmu. W 1881 pod jego opieką studiował Svante Arrhenius. Eryk Edlund umarł na serce 19 sierpnia 1888 roku w Vaxholm. Dzięki skromnym potrzebom swojego aktywnego życia zostawił po sobie znaczącą fortunę.

## Publikacje naukowe
Wśród wielu prac Edlunda najsłynniejszymi z nich są jego badania nad naturą elektryczności, m.in.:
- O prądach indukcyjnych pojawiających się na początku i końcu łańcucha galwanicznego (szw. Om de induktionsströmmar, som uppkomma vid öppnandet och slutandet af en galvanisk kedja), opublikowana w 1848 przez KSAN,
- O zjawiskach cieplnych zmiany objętości ciała stałego (szw. Om de vid fasta kroppars volymförändring uppkommande värmefenomener), 1861, KSAN,
- Ilościowe wyznaczanie zjawisk cieplnych, wynikających ze zmiany objętości metalu (szw. Qvantitativ bestämning af värmefenomener, som uppkomma vid metallers volymförändring), 1865, KSAN,
- O naturze elektryczności (ang. On the Nature of Electricity), 1871, KSAN,
- Teoria zjawisk elektrycznych (fr. Theorie des phénomènes électriques), 1874, KSAN.

Jego ostatnie prace (1878-1888) obejmowały obszerne badania na temat indukcji jednobiegunowej, energii elektrycznej, zórz polarnych i atmosferycznej elektryczności, a także przewodnictwa próżni i unipolarnej teorii indukcji.
Ponadto napisał również:
- O powstawaniu lodu w oceanie (szw. Om isbildningen i hafvet), 1863, KSAN.
- O efektach sił przyrody (szw. Om naturkrafternas verkningar), 1875, Svensk tidskrift.

## Dokonania naukowe
Edlund rozpatrywał ruch płynów, zjawisko polaryzacji światła podczas całkowitego zaćmienia i zjawiska cieplne towarzyszące zmianom objętości ciał stałych. Badał elektryczność, opisując metodę jednoczesnego przesyłania sygnałów w przeciwnych kierunkach po tym samym kablu telegraficznym. Analizował ciepło oddawane przez prądy indukcyjne, rozważał powstawanie siły elektromotorycznej podczas kontaktu dwóch różnych metali, a także badał rezystancję lamp łukowych. Opracował teorię atmosferycznej elektryczności w celu wyjaśnienia zjawiska zórz polarnych. Podstawą jego teorii jest hipoteza unitarna, ponieważ mówi o zjawisku prądu, stałego i zmiennego, jako nie o dwóch różnoimennych elektrycznych fluidach (dodatnim i ujemnym), ale tylko o jednym, i że ten fluid to wedle wszelkiego prawdopodobieństwa nic innego jak eter.